# Bathyraja minispinosa
Bathyraja minispinosa és una espècie de peix de la família dels raids i de l'ordre dels raïformes.

## Morfologia
- Els mascles poden assolir 79 cm de longitud total.[4]

## Reproducció
És ovípar i les femelles ponen càpsules d'ous, les quals presenten com unes banyes a la closca.

## Alimentació
Els exemplars immadurs mengen principalment amfípodes, mentre que els adults es nodreixen de crancs i peixos.

## Hàbitat
És un peix marí, de clima temperat i demersal que viu entre 150-1.420 m de fondària.

## Distribució geogràfica
Es troba des de la mar d'Okhotsk (davant Abashiri, el Japó) fins a la Península de Kamtxatka i la Mar de Bering.

## Observacions
És inofensiu per als humans.